# Botanophila
Genre
Synonymes
- Pegohylemyia Schnabl, 1911 (synonyme junior)[1]
- Pseudomyopina Ringdahl, 1933[1]
- Xanthocnemia Karl, 1943[1]

Botanophila est un genre de mouches (Diptères) de la famille des Anthomyiidae. Ces mouches sont difficiles à déterminer, seule l'étude la morphologie des organes génitaux du mâle permet une détermination certaine. La plupart des larves sont phytophages. Une partie des espèces de ce genre entretient une relation particulière avec les champignons parasites de graminées du genre Epichloe dont ils permettent une fécondation croisée. Il s'agit du seul équivalent connu dans le règne fongique à la pollinisation entomophile chez les plantes à fleurs.

## Taxonomie

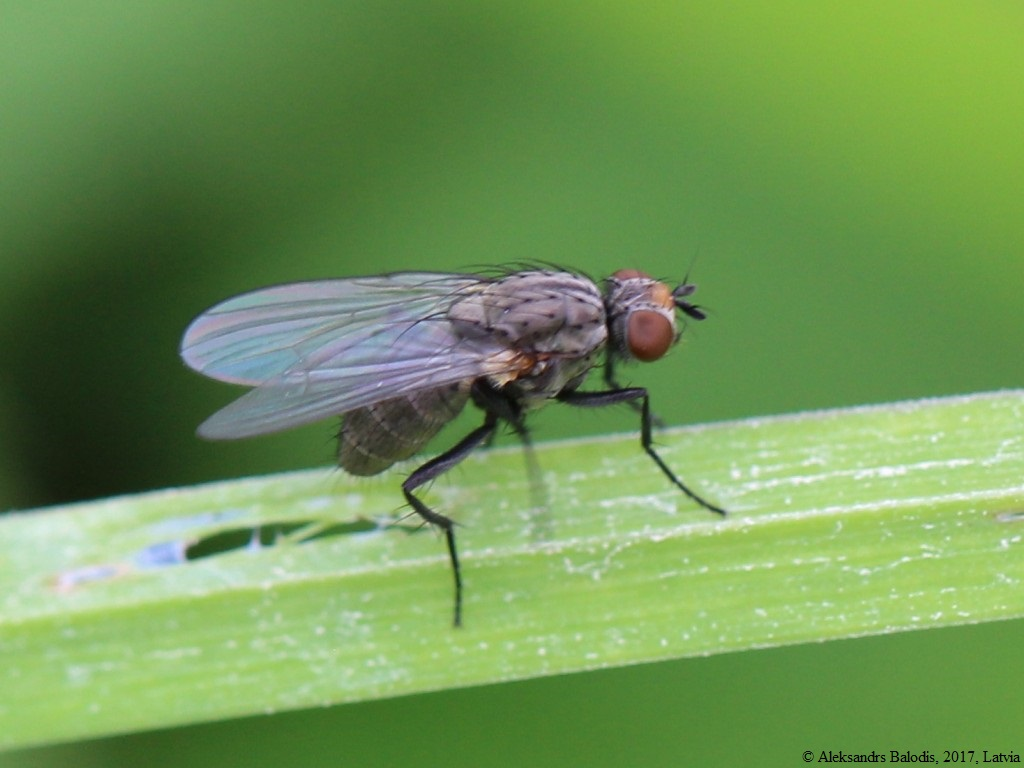
Femelle Botanophila fugax

Botanophila est un grand genre de la famille des Anthomyiidae créé par le naturaliste italien Paolo Lioy (it) en 1864 sur la base d'une seule espèce B. varicolor, décrite par l'entomologiste allemand Johann Wilhelm Meigen en 1826 sous le nom Anthomyia varicolor. En 1923, le diptériste français Eugène Séguy classe l'espèce dans le sous-genre Chorlophila au sein du genre Hylemia. En 1947, l'Américain Huckett est le premier auteur à inclure neuf autres espèces, toutes néarctiques, dans le groupe des Botanophila qu'il considère comme un sous-genre de Hylemyia. En 1970, le taxonomiste allemand Willi Hennig, à la base de la taxonomie moderne et de celle des Diptères, érige Botanophila au rang de genre à part entière à partir d'un petit groupe d'espèces étroitement apparentées à varicolor et place un groupe d'espèces apparentées beaucoup plus important au sein du genre Pegohylemyia Schnabl, 1911. En 1983, le Danois Michelsen propose un concept élargi du genre Botanophila en considérant le genre Pegohylemyia comme synonyme junior. En 2022, 278 espèces sont décrites et acceptées dans le monde, 70 en Europe et 25 sur l'ensemble du territoire français.

## Description

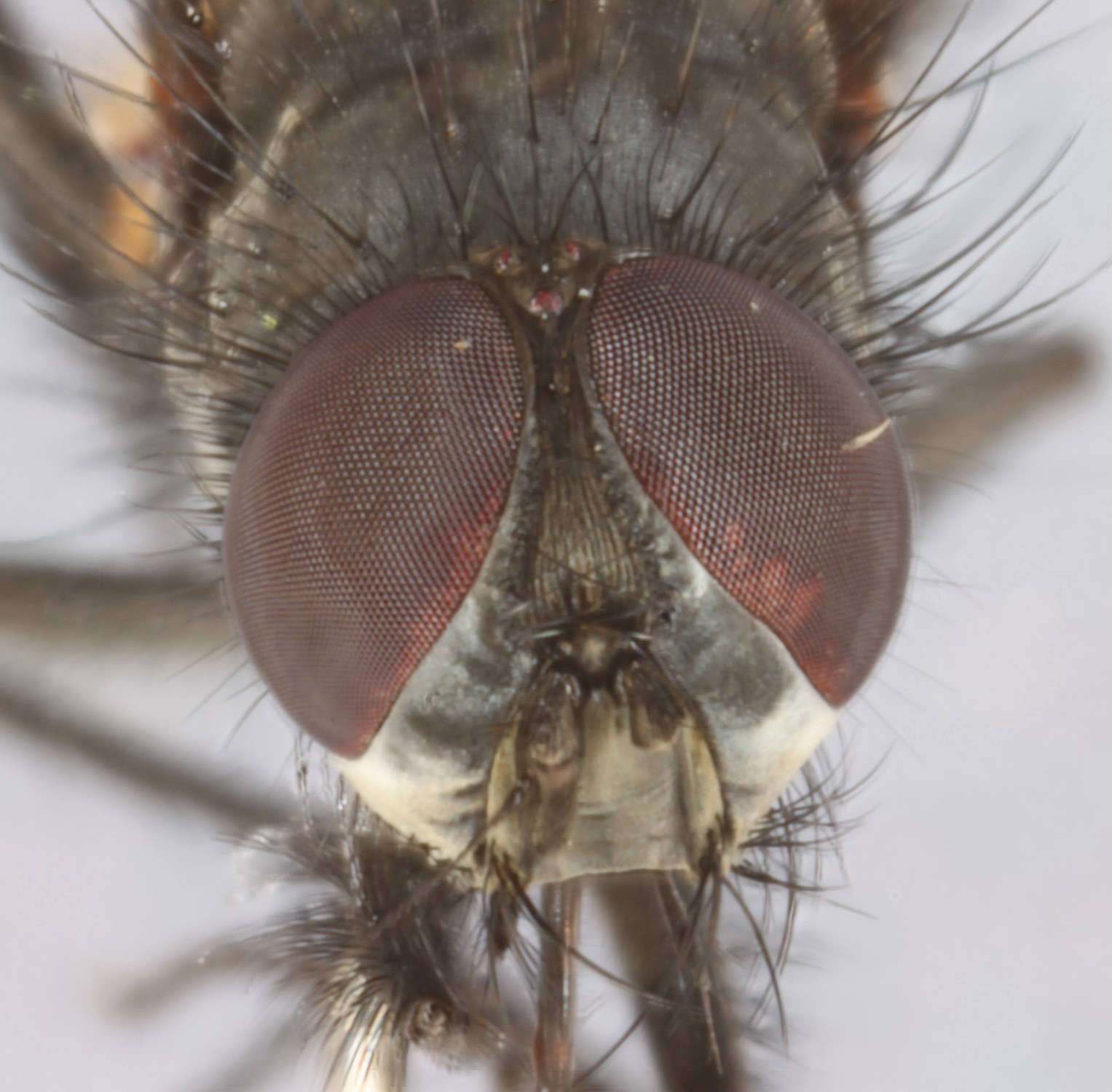
Mâle Botanophila striolata.

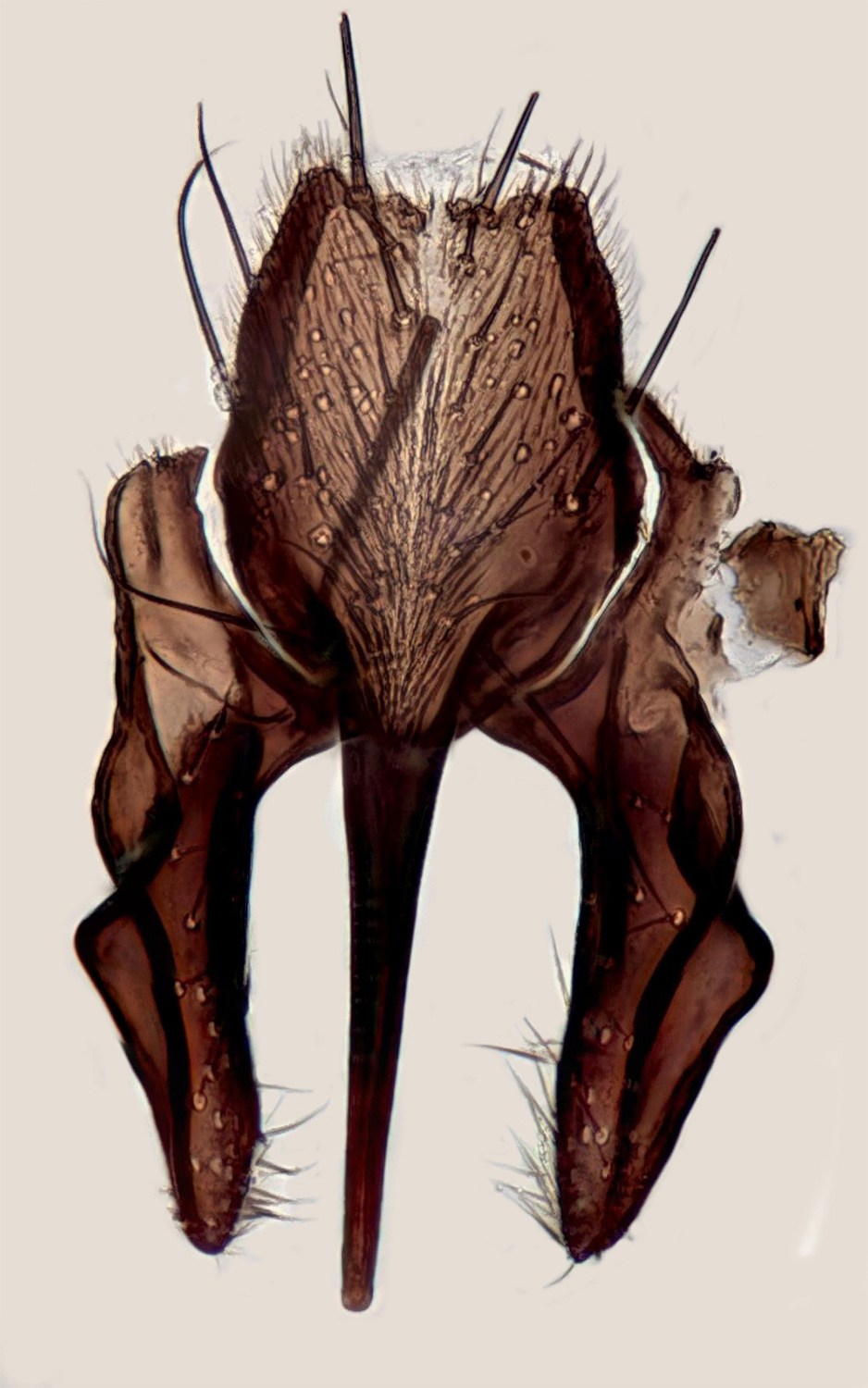
Édéage du mâle Botanophila latifrons

Comme ses congénères de la famille des Anthomyiidae, le genre Botanophila est représenté par des petites mouches robustes de couleur terne, jamais métalliques. Les yeux sont écartés chez la femelle et rapprochés chez le mâle. Cette famille se distingue essentiellement par la nervure alaire A1 prolongée jusqu'à la marge et la sous-costale presque rectiligne.
Dans le genre Botanophila, les adultes ont des habitus assez variés. Ils ont pour morphologie commune leurs pattes généralement fortement velues et les appareils génitaux du mâle, le genitalia, non sclérotisé par endroits. C'est également l'étude de l'édéage qui permet de les distinguer du genre Delia,. L'étude de la répartition des soies sur les pattes, la chétotaxie, est un moyen de détermination moins intrusif mais moins certain. Ainsi, les femelles Botanophila se distinguent des Delia par un tibia orné de 2 ou 3 soies postéro-dorsales ainsi qu'un occiput et une costa (la nervure alaire principale), ornés de nombreuses soies. Les caractères apomorphiques des genitalia du mâle sont partagés avec un seul autre groupe de petits Anthomyiidae trapus, le genre Chiastocheta, intimement associés au Trolle d'Europe. Au sein du genre Botanophila, les femelles, les larves et les pupes ne sont pas déterminables, seuls les mâles le sont grâce à l'analyse de leur édéage et dans une moindre mesure de leur arista,.

## Cycle biologique

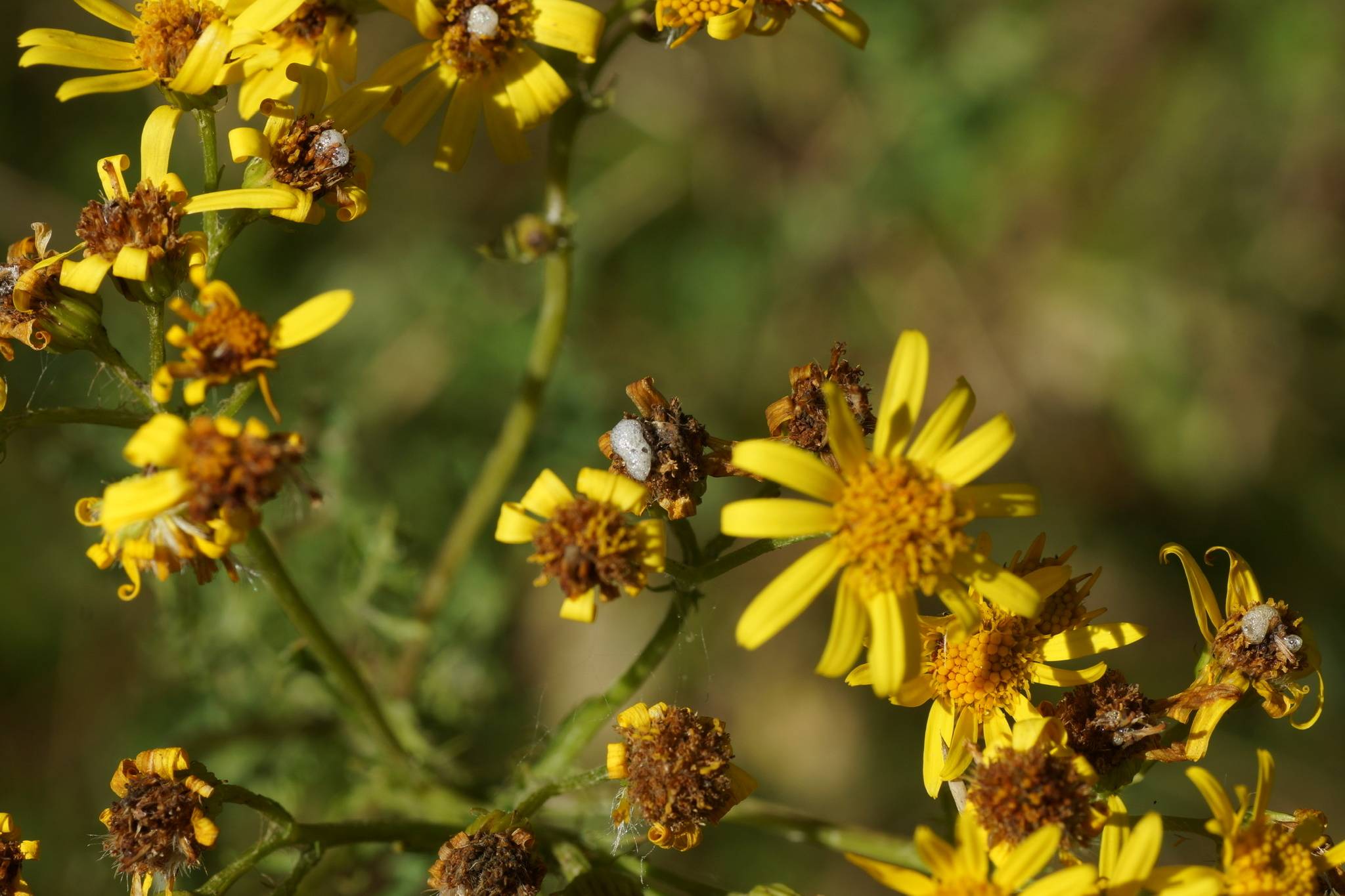
Ovaires du Séneçon de Jacob parasités par Botanophila seneciella.

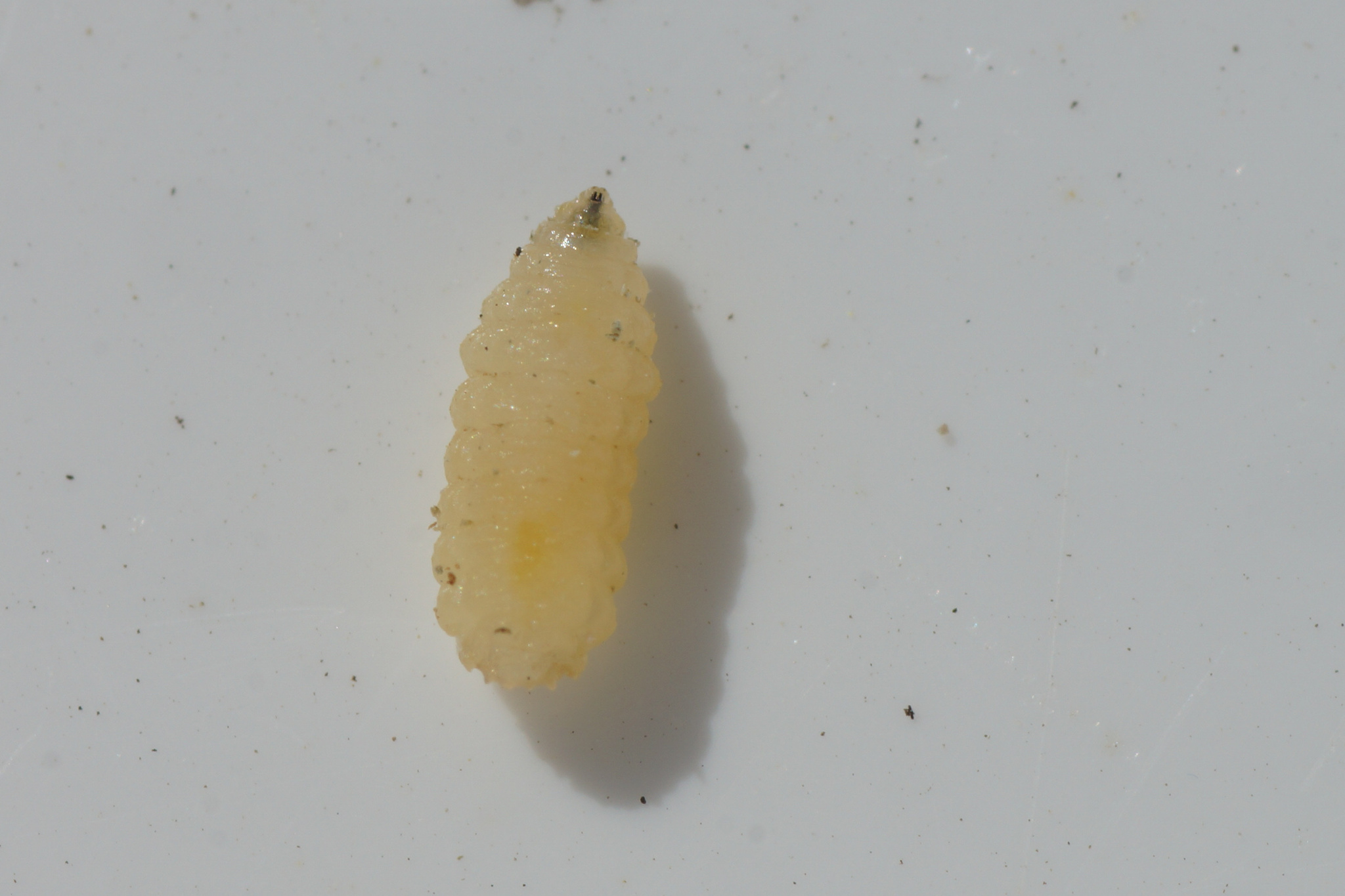
Larve de Botanophila seneciella.

Les détails du cycle de vie de Botanophila ne sont connus que pour un petit pourcentage d'espèces et principalement pour les espèces issues d'Europe. Les larves sont en général phytophages, se nourrissant souvent d'organes spécifiques comme les jeunes-pousses, les rosettes, les parties florales en développement et les graines. L'infestation est généralement monospécifique, les plantes hôtes appartenant à un seul genre, voire à quelques genres apparentés. 
Par exemple, la mouche de la laitue (Botanophila gnava) pond ses œufs individuellement sur un capitule de laitue de juillet à mi-septembre. La larve se nourrit des graines et passe l'hiver dans le sol sous forme de pupe. L'espèce est univoltine.

## Relation avec les champignons parasites du genre Epichloë
Pour un article plus général, voir Interactions champignons-insectes.

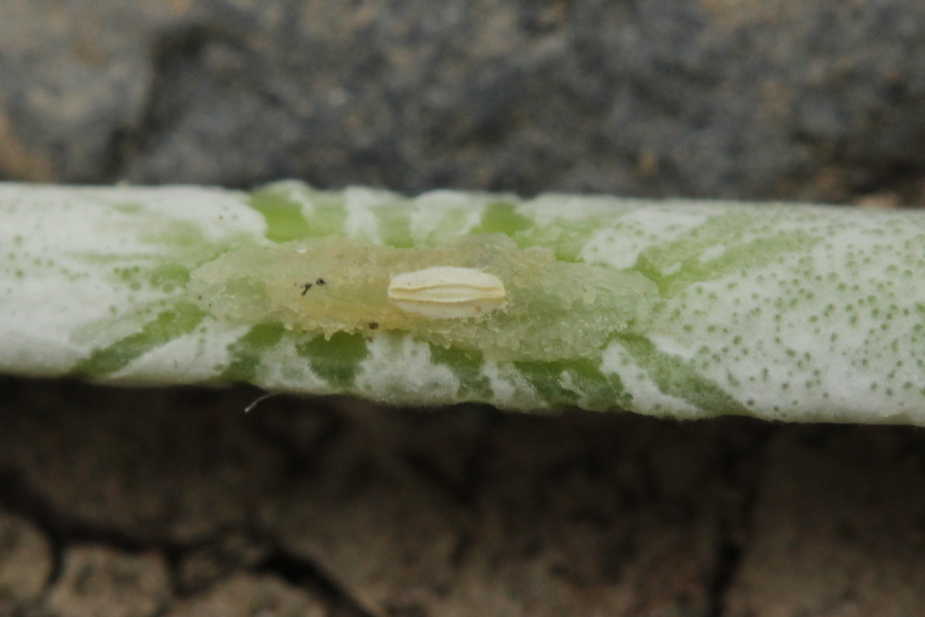
Stroma d'Epichloe sp. formé sur une graminée, montrant la chambre à couvain et les pistes d'alimentation des larves d'une mouche Botanophila.

Un groupe d'espèces de Botanophila a établi une association spécialisée avec les structures reproductives de champignons infectant les graminées du genre Epichloe. Les fructifications de ce champignon, nommées stroma, apparaissent au printemps sur les tiges et sont visitées par les mouches femelles qui s'y nourrissent et y pondent. Les larves de mouches se développent et se nourrissent d'abord des fructifications et des spores du champignon, et plus tard également des tissus herbacés incorporés dans le stroma. Tout en explorant les sites de ponte, les femelles agissent comme vecteur des gamètes fongiques nommées spermaties. Les spermaties sont ingérées intactes par les mouches femelles et sont déposées activement sur les stromas avec les excréments, ce qui entraîne une fécondation croisée du champignon. Les mouches Botanophila sont spécifiquement attirées par des composés volatils produits par les stromas, le plus important étant un alcool sesquiterpénique nommé chokol K, sans que cette attirance soit spécifique à une espèce de Botanophila en particulier,. 

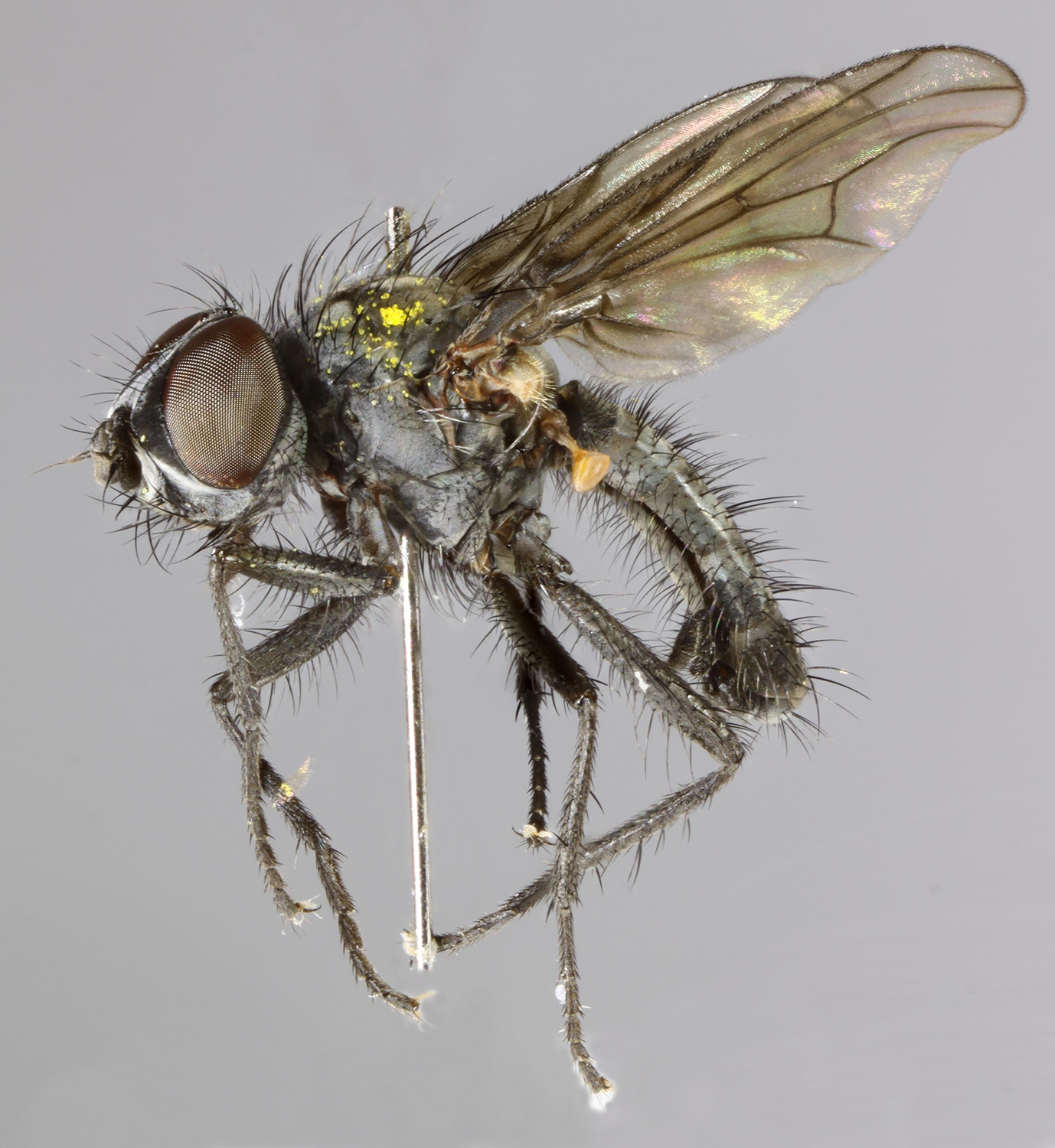
Botanophila latifrons.

Les espèces concernées par cette relation sont en Europe Botanophila phrenione, B. dissecta, B. laterella, B. latifrons, B. lobata et B. cuspidata. En Amérique du Nord, se trouve également B. lobata auquel s'ajoutent deux autres espèces,.
L'aire de répartition géographique des Botanophila spp. associées à Epichloë semble suivre la distribution de leurs hôtes et a été documentée pour plus de 50 espèces de graminées de 18 pays d'Europe, d'Asie et d'Amérique du Nord. Jusqu'à quatre espèces différentes de Botanophila peuvent être présentes sur des sites.
Cette relation est considérée comme un mutualisme symbiotique similaire à l'interaction des prédateurs pollinisateurs comme les guêpes du figuier de la famille des Agaonidae avec leur hôte, ce qui est unique dans le règne fongique. Cette association semble plutôt stable. Cependant, le taux de mortalité larvaire a tendance à augmenter avec la densité d'œufs de Botanophila sur un stroma. De plus, la relation entre la mouche Botanophila et le champignon Epichloe est limitée par le parasite sexuel bactérien du genre Wolbachia qui diminue drastiquement la présence de mâles et par conséquent la fécondation des femelles. Une hypothèse voudrait que les Epichloe puissent moduler le développement de la bactérie entomopathogène par la production d'agents antimicrobiens, ce qui induirait une réponse à la surexploitation des larves et une stabilisation dans la relation Epichloe-Botanophila
Néanmoins, aucune spécificité des mouches pour des espèces d'hôtes d'Epichloë particulières n'est mise en évidence, ni aucune coévolution entre les champignons et les mouches. D'autre part, les champignons ont également la capacité de se reproduire de façon asexuée, et inversement, les larves de mouches se développent parfois sur des stromas non fertilisés ou même migrent dans la tige de la graminée comme c'est la cas chez B. laterella.

## Les espèces présentes en France
Liste des espèces présentes sur l'ensemble du territoire français selon INPN (5 mai 2022) :
- Botanophila biciliaris (Pandellé, 1900)
- Botanophila brunneilinea (Zetterstedt, 1845)
- Botanophila discreta (Meigen, 1826)
- Botanophila dissecta (Meigen, 1826)
- Botanophila estonica (Elberg, 1970)
- Botanophila fugax (Meigen, 1826)
- Botanophila gentianae (Pandellé, 1900)
- Botanophila gnava (Meigen, 1826)
- Botanophila helviana Michelsen, 1983
- Botanophila hucketti (Ringdahl, 1935)
- Botanophila lactucaeformis (Villeneuve, 1923)
- Botanophila laterella (Collin, 1967)
- Botanophila latifrons (Zetterstedt, 1845)
- Botanophila maculipes (Zetterstedt, 1845)
- Botanophila monticola (Karl, 1932)
- Botanophila rubrifrons (Ringdahl, 1933)
- Botanophila rupicapra (Mik, 1887)
- Botanophila seneciella (Meade, 1892)
- Botanophila setosa (Séguy, 1925)
- Botanophila silvatica (Robineau-Desvoidy, 1830)
- Botanophila sonchi (Hardy, 1872)
- Botanophila spinosa (Rondani, 1866)
- Botanophila striolata (Fallén, 1824)
- Botanophila turcica (Hennig, 1972)
- Botanophila varicolor (Meigen, 1826)

## Ensemble des espèces
Liste des espèces selon GBIF (5 mai 2022) :
- Botanophila abiskoensis (Ringdahl, 1937)
- Botanophila abitibiensis (Huckett, 1929)
- Botanophila aborta (Huckett, 1965)
- Botanophila acquiescens (Huckett, 1965)
- Botanophila acudepressa (Fan & Ma, 1984)
- Botanophila acuticauda (Huckett, 1947)
- Botanophila adusta (Huckett, 1965)
- Botanophila aklavika (Huckett, 1965)
- Botanophila alatavensis (Hennig, 1970)
- Botanophila alcaecerca (Deng, 1997)
- Botanophila aliena (Malloch, 1920)
- Botanophila alishana Suwa, 1996
- Botanophila alligata (Huckett, 1965)
- Botanophila anane (Walker, 1849)
- Botanophila angulosa (Ringdahl, 1930)
- Botanophila angustisilva Xue & Yang, 2002
- Botanophila apiciseta (Ringdahl, 1933)
- Botanophila apodicra (Feng, 1987)
- Botanophila appendiculata Malloch
- Botanophila araeoglossa (Huckett, 1965)
- Botanophila argyrometopa (Zhong, 1985)
- Botanophila ascoidica (Schnabl, 1911)
- Botanophila askoldica
- Botanophila atra (Malloch, 1919)
- Botanophila atrovittata (Malloch, 1920)
- Botanophila aurisquama (Emden, 1941)
- Botanophila benegalensis (Suwa, 1977)
- Botanophila betarum (Lintner, 1883)
- Botanophila biciliaris (Pandellé, 1900)
- Botanophila bicillaris (Pandellé, 1900)
- Botanophila bidens (Ringdahl, 1933)
- Botanophila bidigitata (Xue & Liang, 1990)
- Botanophila biseriata (Huckett, 1965)
- Botanophila bompadrei (Bezzi, 1918)
- Botanophila brevipalpis (Huckett, 1929)
- Botanophila brevipalpis (Jin, 1983)
- Botanophila brunneilinea (Zetterstedt, 1845)
- Botanophila caligotypa (Zheng & Fan, 1990)
- Botanophila centaureae (Hennig, 1970)
- Botanophila cercodiscoides (Fan, Zhong & Deng, 1988)
- Botanophila changbaishanensis (Xue & Liang, 1990)
- Botanophila chelonocerca Xue & Yang, 2002
- Botanophila choui (Fan, Chen & Ma, 2000)
- Botanophila chui Suwa, 1996
- Botanophila ciliata (Karl, 1935)
- Botanophila clavata (Hennig, 1970)
- Botanophila cognata Suwa, 2011
- Botanophila collini (Ackland, 1968)
- Botanophila coloriforcipis (Fan, 1984)
- Botanophila consolata (Huckett, 1966)
- Botanophila convexifrons (Fan, Chen & Chen, 1993)
- Botanophila cordifrons (Zetterstedt, 1845)
- Botanophila cornuta (Deng, 1997)
- Botanophila costispinata (Fan & Zheng, 1993)
- Botanophila cruriseta (Hennig, 1970)
- Botanophila cuneata (Deng, Li & Liu, 1996)
- Botanophila curvimargo (Zheng & Fan, 1990)
- Botanophila cuspidata (Collin, 1967)
- Botanophila cylindrica Suwa, 1998
- Botanophila defector (Huckett, 1965)
- Botanophila degeensis (Fan & Zheng, 1993)
- Botanophila densispinula Xue & Song, 2007
- Botanophila depressa (Stein, 1907)
- Botanophila destinatum (Huckett, 1965)
- Botanophila deuterocerci (Jin, 1983)
- Botanophila dianisenecio Xue & Wang, 2011
- Botanophila dichops (Fan, 1988)
- Botanophila dissecta (Meigen, 1826)
- Botanophila dolichocerca (Zheng & Fan, 1990)
- Botanophila edwardsiana (Emden, 1941)
- Botanophila emeisencio (Deng, 1983)
- Botanophila endotylata (Deng, Li & Liu, 1996)
- Botanophila enigmatica (Hennig, 1970)
- Botanophila estonica (Elberg, 1970)
- Botanophila eurymetopa (Emden, 1941)
- Botanophila extensa Ackland, 2008
- Botanophila facettii (Bezzi, 1918)
- Botanophila fanjingensis Wei, 2006
- Botanophila fibulans (Huckett, 1947)
- Botanophila flavidisquama (Huckett, 1965)
- Botanophila flavisquama (Stein, 1906)
- Botanophila fonsecai Ackland, 1989
- Botanophila formiceps (Huckett, 1947)
- Botanophila fugax (Meigen, 1826)
- Botanophila fumidipennis (Huckett, 1965)
- Botanophila fumidorsis (Ackland, 1967)
- Botanophila furcula (Huckett, 1965)
- Botanophila gemmata (Zetterstedt, 1860)
- Botanophila gentianae (Pandellé, 1900)
- Botanophila gentianaella (Zhong, 1985)
- Botanophila glauca (Coquillett, 1900)
- Botanophila gnava (Meigen, 1826)
- Botanophila gnavoides (Hennig, 1970)
- Botanophila graeca Hennig, 1970
- Botanophila guizhouensis Wei, 2006
- Botanophila hedleya (Huckett, 1947)
- Botanophila helviana Michelsen, 1983
- Botanophila herschelensis (Huckett, 1965)
- Botanophila higuchii (Suwa, 1974)
- Botanophila himalacia (Suwa, 1977)
- Botanophila hucketti (Ringdahl, 1935)
- Botanophila humeralis (Zetterstedt, 1838)
- Botanophila impersonata (Huckett, 1929)
- Botanophila incrassata (Stein, 1920)
- Botanophila infrafurcata (Fan, 1986)
- Botanophila inornata (Stein, 1898)
- Botanophila intermedia (Zetterstedt, 1860)
- Botanophila isikariana (Suwa, 1974)
- Botanophila israelitica (Hennig, 1976)
- Botanophila jacobaeae (Hardy, 1872)
- Botanophila kanmiyai Suwa, 1996
- Botanophila karibae (Suwa, 1974)
- Botanophila kenji (Suwa, 1983)
- Botanophila kitadakeana Suwa, 1998
- Botanophila kitayamae (Suwa, 1974)
- Botanophila koreacola (Suh & Kwon, 1983)
- Botanophila kurilensis Suwa, 2001
- Botanophila lactuaeformis (Villeneuve, 1923)
- Botanophila lactucaeformis (Villeneuve, 1923)
- Botanophila laterella (Collin, 1967)
- Botanophila latifrons (Stein, 1918)
- Botanophila latifrons (Zetterstedt, 1845)
- Botanophila latifrontalis (Huckett, 1924)
- Botanophila latigena (Stein, 1907)
- Botanophila latirufifrons (Fan, 1984)
- Botanophila latispinisternata Xue & Wang, 2011
- Botanophila laxifrons (Huckett, 1965)
- Botanophila laxobasalis Wei & Yang, 2007
- Botanophila leigongshana (Wei & Yang, 2007)
- Botanophila leigongshanoides (Wei & Yang, 2007)
- Botanophila leucosa (Huckett, 1965)
- Botanophila lobata (Collin, 1967)
- Botanophila longibarbata Xue & Wang, 2011
- Botanophila longifurca Fan, 1982
- Botanophila longifurcula (Zhong, 1985)
- Botanophila maculipedella (Suwa, 1974)
- Botanophila maculipes (Zetterstedt, 1845)
- Botanophila marginata Stein, 1898
- Botanophila marginella (Malloch, 1918)
- Botanophila mediospicula (Fan, 1986)
- Botanophila mediotubera (Deng, Li & Liu, 1996)
- Botanophila medoga (Fan, 1988)
- Botanophila melametopa (Fan & Zheng, 1993)
- Botanophila menyuanensis (Zheng & Fan, 1990)
- Botanophila miniatura (Huckett, 1965)
- Botanophila minuta Michelsen, 2009
- Botanophila monacensis (Hennig, 1970)
- Botanophila monoconica (Chen & Fan, 1995)
- Botanophila monostyla (Hennig, 1970)
- Botanophila monticola (Karl, 1932)
- Botanophila montivaga (Hennig, 1970)
- Botanophila moriens (Zetterstedt, 1845)
- Botanophila nassobasalis Wei & Yang, 2007
- Botanophila neolatifrons Griffiths, 1989
- Botanophila nigra Michelsen, 2009
- Botanophila nigribella Deng, Geng, Liu & Li, 1995
- Botanophila nigricauda (Wei, 1988)
- Botanophila nigrifrontata (Fan & Zheng, 1993)
- Botanophila nigrigenis (Suwa, 1974)
- Botanophila nigriterminis Suwa, 1994
- Botanophila nigrodorsata Suwa, 1986
- Botanophila nitiditheca (Suwa, 1974)
- Botanophila nordica (Huckett, 1965)
- Botanophila nupera (Ackland, 1967)
- Botanophila nyamgasana (Emden, 1941)
- Botanophila obtruda (Huckett, 1965)
- Botanophila odontogaster (Zetterstedt, 1845)
- Botanophila okai (Suwa, 1974)
- Botanophila oraria (Collin, 1967)
- Botanophila palgongsana Suh & Kwon, 1986
- Botanophila pamirensis (Ackland, 1967)
- Botanophila pamiricola (Hennig, 1970)
- Botanophila papiliocera (Deng, 1997)
- Botanophila papilioformis (Fan & Zheng, 1993)
- Botanophila paraturcica (Hennig, 1970)
- Botanophila parvicornis (Malloch, 1920)
- Botanophila peltophora (Li, Cui & Fan, 1993)
- Botanophila peninsularis Suh & Kwon, 1986
- Botanophila pentachaeta (Fan, 1993)
- Botanophila peristeriana Michelsen, 2009
- Botanophila petrophila (Ringdahl, 1926)
- Botanophila phrenione (Séguy, 1937)
- Botanophila piloseta (Malloch, 1918)
- Botanophila pilosibucca (Zhong, 1985)
- Botanophila pinguilamella (Fan, 1993)
- Botanophila platysurstyla Xue & Song, 2007
- Botanophila praefecta (Huckett, 1966)
- Botanophila prenochirella (Zheng & Fan, 1990)
- Botanophila profuga (Stein, 1916)
- Botanophila prominens (Stein, 1916)
- Botanophila prominula (Fan, 1982)
- Botanophila protuberans (Malloch, 1919)
- Botanophila pseudomaculipes (Suh & Kwon, 1983)
- Botanophila pseudospinidens (Huckett, 1966)
- Botanophila puberalis (Huckett, 1965)
- Botanophila pulvinata (Hennig, 1970)
- Botanophila pulviventris (Huckett, 1965)
- Botanophila purpurea (Suwa, 1977)
- Botanophila qinghaisenecio (Fan, 1984)
- Botanophila quinlani (Ackland, 1967)
- Botanophila recedens (Huckett, 1965)
- Botanophila rectangularis (Ringdahl, 1952)
- Botanophila relativa (Huckett, 1965)
- Botanophila retusa (Ringdahl, 1952)
- Botanophila ringdahli (Drew, 1963)
- Botanophila robusta (Stein, 1920)
- Botanophila rotundivalva (Ringdahl, 1937)
- Botanophila rubrifrons (Ringdahl, 1926)
- Botanophila rubrigena (Schnabl, 1915)
- Botanophila rupicapra (Mik, 1887)
- Botanophila saliciphila Michelsen, 2009
- Botanophila salicis (Ringdahl, 1918)
- Botanophila salti (Emden, 1951)
- Botanophila salutaris (Huckett, 1966)
- Botanophila sanctiforceps Xue & Yang, 2002
- Botanophila sanctimarci (Czerny, 1906)
- Botanophila sansa (Suwa, 1974)
- Botanophila seneciella (Meade, 1892)
- Botanophila sericea (Malloch, 1920)
- Botanophila setiforceps (Ringdahl, 1952)
- Botanophila setifrons (Hennig, 1970)
- Botanophila setisilva (Jin, 1983)
- Botanophila seungmoi Suh & Kwon, 1985
- Botanophila shinonagai Suwa, 1994
- Botanophila shirozui (Suwa, 1981)
- Botanophila sichuanensis (Li, 1980)
- Botanophila silva (Suwa, 1974)
- Botanophila silvatica (Robineau-Desvoidy, 1830)
- Botanophila sodalis (Huckett, 1966)
- Botanophila solidiceps (Huckett, 1966)
- Botanophila sonchi (Hardy, 1872)
- Botanophila sperata (Huckett, 1966)
- Botanophila spinidens (Malloch, 1918)
- Botanophila spinisternata (Suwa, 1974)
- Botanophila spinisternatodea Xue & Wang, 2011
- Botanophila spiniventris (Coquillett, 1900)
- Botanophila spinosa (Rondani, 1866)
- Botanophila spinulibasis (Li & Deng, 1981)
- Botanophila stenocerca (Zheng & Fan, 1990)
- Botanophila strilolata (Fallén, 1824)
- Botanophila striolata (Fallén, 1824)
- Botanophila subbrunneilinea (Ringdahl, 1934)
- Botanophila submontivaga Xue & Zhang, 1996
- Botanophila subnitida (Malloch, 1920)
- Botanophila subobscura Xue & Yang, 2002
- Botanophila subquadrata (Jin, 1983)
- Botanophila subspinata (Huckett, 1947)
- Botanophila subspinulibasis Xue & Song, 2007
- Botanophila suwai (Wei, 1992)
- Botanophila tetracrula (Deng, 1997)
- Botanophila tetraseta (Fan & Zheng, 1993)
- Botanophila tibetiana (Schnabl, 1911)
- Botanophila trapezina (Zetterstedt, 1845)
- Botanophila tridentifera Suwa, 1986
- Botanophila tridigitata Fan & Chen, 1984
- Botanophila trifida Suwa, 1986
- Botanophila triforialis (Jin, 1983)
- Botanophila trifurcata (Huckett, 1947)
- Botanophila trifurcatoides Xue
- Botanophila trigemina (Hennig, 1970)
- Botanophila trigeminata (Hennig, 1970)
- Botanophila trilineata (Stein, 1898)
- Botanophila trinivittata (Zheng & Fan, 1990)
- Botanophila trisetigonita (Jin, 1983)
- Botanophila tristylata (Hennig, 1970)
- Botanophila trivittata (Stein, 1898)
- Botanophila truncata (Fan, 1988)
- Botanophila turcica (Hennig, 1972)
- Botanophila tuxeni (Ringdahl, 1953)
- Botanophila vallaris (Huckett, 1965)
- Botanophila varians (Huckett, 1965)
- Botanophila varicolor (Meigen, 1826)
- Botanophila velutina (Huckett, 1965)
- Botanophila verticella (Zetterstedt, 1837)
- Botanophila vicaria (Hennig, 1972)
- Botanophila vicariola (Fan, 1987)
- Botanophila vitticollis (Emden, 1941)
- Botanophila zhuoniensis (Jin, 1983)

## Publication originale
- (it) Lioy, P., « I ditteri distribuiti secundo un nuovo metodo di classificazione naturale », Atti del Reale Instituto Veneto di Scienze, Lettere ed Arti, vol. 3, no 9,‎ 1864, p. 989–1027